# Victoria Stevens
Victoria Stevens (* 15. Februar 1990) ist eine kanadische Skirennläuferin. Ihre stärksten Disziplinen sind die Abfahrt und der Super-G.

## Biografie
Victoria Stevens bestritt im Januar 2006 ihre ersten FIS-Rennen, ein Jahr später folgten die ersten Einsätze im Nor-Am Cup. Nachdem sie in den Saisonen 2008/09 und 2009/10 mehrmals in Nor-Am-Rennen unter die besten zehn gefahren war, und damit auch Top-10-Platzierungen in Disziplinenwertungen erreicht hatte, stand sie zu Beginn der Saison 2010/11 in den beiden Abfahrten von Lake Louise erstmals auf dem Podest. Bis Ende des Winters folgten drei weitere Podestplätze, darunter ihr erster Sieg im Super-G von Aspen am 11. Februar 2011, womit sie jeweils den vierten Platz in der Gesamt- und Abfahrtswertung und den dritten Rang im Super-G-Klassement erreichte. Im Weltcup nahm Stevens in der Saison 2010/2011 erstmals an vier Rennen teil, blieb dabei aber ohne Punkte.

## Erfolge

### Juniorenweltmeisterschaften
- Mont Blanc 2010: 42. Abfahrt, 67. Riesenslalom

### Nor-Am Cup
- Saison 2008/09: 10. Super-Kombinations-Wertung
- Saison 2009/10: 8. Abfahrtswertung, 10. Super-G-Wertung
- Saison 2010/11: 4. Gesamtwertung, 3. Super-G-Wertung, 4. Abfahrtswertung

- 5 Podestplätze, davon 1 Sieg:

| Datum            | Ort   | Land | Disziplin |
| ---------------- | ----- | ---- | --------- |
| 11. Februar 2011 | Aspen | USA  | Super-G   |

### Weitere Erfolge
- 1 Podestplatz im South American Cup
- 5 Siege in FIS-Rennen